# Campionati asiatici di atletica leggera 2009
La diciottesima edizione dei campionati asiatici di atletica leggera si è svolta presso il Guangdong Olympic Centre Stadium di Canton, in Cina, tra il 10 e il 14 novembre 2009. 

## Paesi partecipanti
- Arabia Saudita (17)
- Bahrein (12)
- Bangladesh (1)
- Brunei (1)
- Cina (77)
- Corea del Nord (3)
- Corea del Sud (26)
- Emirati Arabi Uniti (6)
- Filippine (5)
- Giappone (55)
- Giordania (5)
- Hong Kong (16)
- India (53)

- Indonesia (6)
- Iran (15)
- Iraq (5)
- Kazakistan (23)
- Kirghizistan (3)
- Kuwait (9)
- Laos (1)
- Libano (2)
- Macao (4)
- Malaysia (17)
- Maldive (1)
- Mongolia (6)

- Nepal (4)
- Oman (5)
- Qatar (9)
- Singapore (10)
- Siria (4)
- Sri Lanka (21)
- Tagikistan (5)
- Thailandia (25)
- Taipei cinese (22)
- Turkmenistan (2)
- Uzbekistan (19)
- Vietnam (10)

## Risultati

### Uomini
| Specialità | Oro                                                                       | Prestazione | Argento                                              | Prestazione | Bronzo                                                          | Prestazione |
| 100 m | Zhang Peimeng                                                             | 10"28       | Naoki Tsukahara                                      | 10"32       | Guo Fan                                                         | 10"37       |
| 200 m | Omar Jouma Al-Salfa                                                       | 21"07       | Shinji Takahira                                      | 21"08       | Hitoshi Saito                                                   | 21"10       |
| 400 m | Liu Xiaosheng                                                             | 46"55       | Yuzo Kanemaru                                        | 46"60       | Ismail Al-Sabiani                                               | 46"84       |
| 800 m | Sajjad Moradi                                                             | 1'48"58     | Mohammad Al-Azemi                                    | 1'48"93     | Adnan Taes                                                      | 1'49"00     |
| 1500 m | Mohammed Shaween                                                          | 3'46"08     | Chaminda Wijekoon                                    | 3'47"01     | Chatholi Hamza                                                  | 3'48"44     |
| 5000 m | James Kwalia                                                              | 14'02"90    | Hasan Mahboob                                        | 14'03"44    | Essa Ismail Rashed                                              | 14'04"52    |
| 10000 m | Hasan Mahboob                                                             | 28'23"70    | Nicholas Kemboi                                      | 28'25"22    | Ahmad Hassan Abdullah                                           | 28'28"38    |
| 110 m hs | Liu Xiang                                                                 | 13"50       | Shi Dongpeng                                         | 13"67       | Park Tae-kyong                                                  | 13"82       |
| 400 m hs | Kenji Narisako                                                            | 49"22       | Joseph Abraham                                       | 49"96       | Mubarak Al-Nubi                                                 | 50"19       |
| 3000 m siepi | Tareq Mubarak Taher                                                       | 8'33"58     | Lin Xiangqian                                        | 8'34"13     | Abubaker Ali Kamal                                              | 8'34"73     |
| Marcia 20 km | Li Jianbo                                                                 | 1h22'55"    | Chu Yafei                                            | 1h22'56"    | Park Chil-sung                                                  | 1h24'51"    |
| 4×100 m | Giappone Masashi Eriguchi Naoki Tsukahara Shinji Takahira Kenji Fujimitsu | 39"01       | Cina Guo Fan Liang Jiahong Su Bingtian Zhang Peimeng | 39"07       | Taipei cinese Tu Chia-lin Liu Yuan-kai Tsai Meng-lin Yi Wei-che | 39"57       |
| 4×400 m | Giappone Kenji Fujimitsu Kenji Narisako Hideyuki Hirose Yuzo Kanemaru     | 3'04"13     | Cina Zhou Jie Cui Haojing Wang Youxin Liu Xiaosheng  | 3'06"60     | India Harpreet Singh Bibin Mathew V. B. Bineesh Shake Mortaja   | 3'06"83     |
| Salto in alto | Manjula Wijesekara                                                        | 2,23 m      | Huang Haiqiang                                       | 2,23 m      | Vitaliy Tsykunov                                                | 2,20 m      |
| Salto con l'asta | Liu Feiliang                                                              | 5,60 m      | Yang Quan                                            | 5,45 m      | Daichi Sawano                                                   | 5,45 m      |
| Salto in lungo | Li Jinzhe                                                                 | 8,16 m      | Hussein Al-Sabee                                     | 7,96 m      | Yu Zhenwei                                                      | 7,96 m      |
| Salto triplo | Roman Valiyev                                                             | 16,70 m     | Zhu Shujing                                          | 16,67 m     | Yevgeniy Ektov                                                  | 16,49 m     |
| Getto del peso | Om Prakash Karhana                                                        | 19,87 m     | Chang Ming-huang                                     | 19,34 m     | Zhang Jun                                                       | 19,15 m     |
| Lancio del disco | Ehsan Haddadi                                                             | 64,83 m     | Mohammad Samimi                                      | 64,01 m     | Wu Tao                                                          | 59,27 m     |
| Lancio del martello | Dilshod Nazarov                                                           | 76,92 m     | Ali Al-Zinkawi                                       | 73,45 m     | Ma Liang                                                        | 70,08 m     |
| Lancio del giavellotto | Yukifumi Murakami                                                         | 81,50 m     | Wang Qingbo                                          | 80,25 m     | Qin Qiang                                                       | 80,08 m     |
| Decathlon | Hiromasa Tanaka                                                           | 7515 p.     | Hadi Sepehrzad                                       | 7262 p.     | Zhu Hengjun                                                     | 7200 p.     |
| record mondiale; record mondiale stagionale; record asiatico; record dei campionati; record nazionale; record personale; record personale stagionale. |                                                                           |             |                                                      |             |                                                                 |             |

### Donne
| Specialità | Oro                                                                   | Prestazione | Argento                                                                                 | Prestazione | Bronzo                                                         | Prestazione |
| 100 m | Chisato Fukushima                                                     | 11"27       | Vu Thi Huong                                                                            | 11"50       | H. M. Jyothi                                                   | 11"60       |
| 200 m | Momoko Takahashi                                                      | 23"53       | Vu Thi Huong                                                                            | 23"61       | Jiang Lan                                                      | 23"65       |
| 400 m | Asami Tanno                                                           | 53"32       | Chen Lin                                                                                | 53"55       | Manjit Kaur                                                    | 53"66       |
| 800 m | Zhou Haiyan                                                           | 2'04"89     | Margarita Matsko                                                                        | 2'05"31     | Truong Thanh Hang                                              | 2'05"33     |
| 1500 m | Zhou Haiyan                                                           | 4'32"74     | Liu Fang                                                                                | 4'33"35     | Truong Thanh Hang                                              | 4'33"46     |
| 5000 m | Xue Fei                                                               | 16'05"19    | Tejitu Daba                                                                             | 16'05"45    | Kavita Raut                                                    | 16'05"90    |
| 10000 m | Bai Xue                                                               | 34'11"14    | Kavita Raut                                                                             | 34'17"21    | Wang Jiali                                                     | 34'22"64    |
| 100 m hs | Sun Yawei                                                             | 13"19       | Asuka Terada                                                                            | 13"20       | Dedeh Erawati                                                  | 13"32       |
| 400 m hs | Satomi Kubokura                                                       | 56"62       | Noraseela Mohd Khalid                                                                   | 57"15       | Natalya Asanova                                                | 59"37       |
| 3000 m siepi | Yoshika Tatsumi                                                       | 10'05"94    | Sudha Singh                                                                             | 10'10"77    | Kiran Tiwari                                                   | 10'34"55    |
| Marcia 20 km | Mayumi Kawasaki                                                       | 1h30'12"    | Yang Yawei                                                                              | 1h34'11"    | Svetlana Tolstaya                                              | 1h36'42"    |
| 4×100 m | Giappone Maki Wada Chisato Fukushima Mayumi Watanabe Momoko Takahashi | 43"93       | Thailandia Jintara Seangdee Phatsorn Jaksuninkorn Jutamass Tawoncharoen Nongnuch Sanrat | 44"55       | Corea del Sud Lee Sun-ae Kim Ji-eun Kim Ha-na Kim Cho-rong     | 45"46       |
| 4×400 m | Cina Chen Yanmei Tang Xiaoyin Chen Jingwen Chen Lin                   | 3'31"08     | India Mandeep Kaur Sini Jose Chitra K. Soman Manjit Kaur                                | 3'31"62     | Giappone Satomi Kubokura Mayumi Watanabe Mayu Sato Asami Tanno | 3'31"95     |
| Salto in alto | Zheng Xingjuan                                                        | 1,93 m      | Nadiya Dusanova                                                                         | 1,90 m      | Svetlana Radzivil                                              | 1,87 m      |
| Salto con l'asta | Li Caixia                                                             | 4,30 m      | Wu Sha                                                                                  | 4,15 m      | Choi Yun-hee                                                   | 4,00 m      |
| Salto in lungo | Marestella Torres                                                     | 6,51 m      | Chen Yaling                                                                             | 6,28 m      | Sachiko Masumi                                                 | 6,28 m      |
| Salto triplo | Olga Rypakova                                                         | 14,53 m     | Xu Tingting                                                                             | 14,11 m     | Irina Litvinenko                                               | 13,99 m     |
| Getto del peso | Gong Lijiao                                                           | 19,04 m     | Liu Xiangrong                                                                           | 17,55 m     | Leila Rajabi                                                   | 16,71 m     |
| Lancio del disco | Song Aimin                                                            | 63,90 m     | Ma Xuejun                                                                               | 63,63 m     | Krishna Poonia                                                 | 59,84 m     |
| Lancio del martello | Zhang Wenxiu                                                          | 72,07 m     | Hao Shuai                                                                               | 65,87 m     | Yuka Murofushi                                                 | 61,99 m     |
| Lancio del giavellotto | Liu Chunhua                                                           | 57,93 m     | Li Lingwei                                                                              | 55,13 m     | Kim Kyong-ae                                                   | 53,84 m     |
| Eptathlon | Yuliya Tarasova                                                       | 5840 p.     | Yuki Nakata                                                                             | 5582 p.     | Mei Yiduo                                                      | 5460 p.     |
| record mondiale; record mondiale stagionale; record asiatico; record dei campionati; record nazionale; record personale; record personale stagionale. |                                                                       |             |                                                                                         |             |                                                                |             |

## Medagliere
Legenda
     Paese ospitante
| Posiz. | Nazione             | Oro | Argento | Bronzo | Totale |
| ------ | ------------------- | --- | ------- | ------ | ------ |
| 1      | Cina                | 18  | 19      | 10     | 47     |
| 2      | Giappone            | 12  | 5       | 5      | 22     |
| 3      | Iran                | 2   | 2       | 1      | 5      |
| 4      | Bahrein             | 2   | 2       | 0      | 4      |
| 5      | Kazakistan          | 2   | 1       | 4      | 7      |
| 6      | India               | 1   | 4       | 7      | 12     |
| 7      | Qatar               | 1   | 1       | 4      | 6      |
| 8      | Uzbekistan          | 1   | 1       | 2      | 4      |
| 9      | Arabia Saudita      | 1   | 1       | 1      | 3      |
| 10     | Sri Lanka           | 1   | 1       | 0      | 2      |
| 11     | Filippine           | 1   | 0       | 0      | 1      |
| 11     | Tagikistan          | 1   | 0       | 0      | 1      |
| 11     | Emirati Arabi Uniti | 1   | 0       | 0      | 1      |
| 14     | Vietnam             | 0   | 2       | 2      | 4      |
| 15     | Kuwait              | 0   | 2       | 0      | 2      |
| 16     | Taipei cinese       | 0   | 1       | 1      | 2      |
| 17     | Malaysia            | 0   | 1       | 0      | 1      |
| 17     | Thailandia          | 0   | 1       | 0      | 1      |
| 19     | Corea del Sud       | 0   | 0       | 5      | 5      |
| 20     | Indonesia           | 0   | 0       | 1      | 1      |
| 20     | Iraq                | 0   | 0       | 1      | 1      |
|        | Total               | 44  | 44      | 44     | 132    |

### Risultati
- Full results – Day 1
- Full results – Day 2
- Full results – Day 3
- Full results – Day 4
- Full results – Day 5